# Kościół Saint Pierre de Montmartre
Kościół Saint Pierre de Montmartre (św. Piotra) – gotycki kościół z XII w. na wzgórzu Montmartre w Paryżu. 

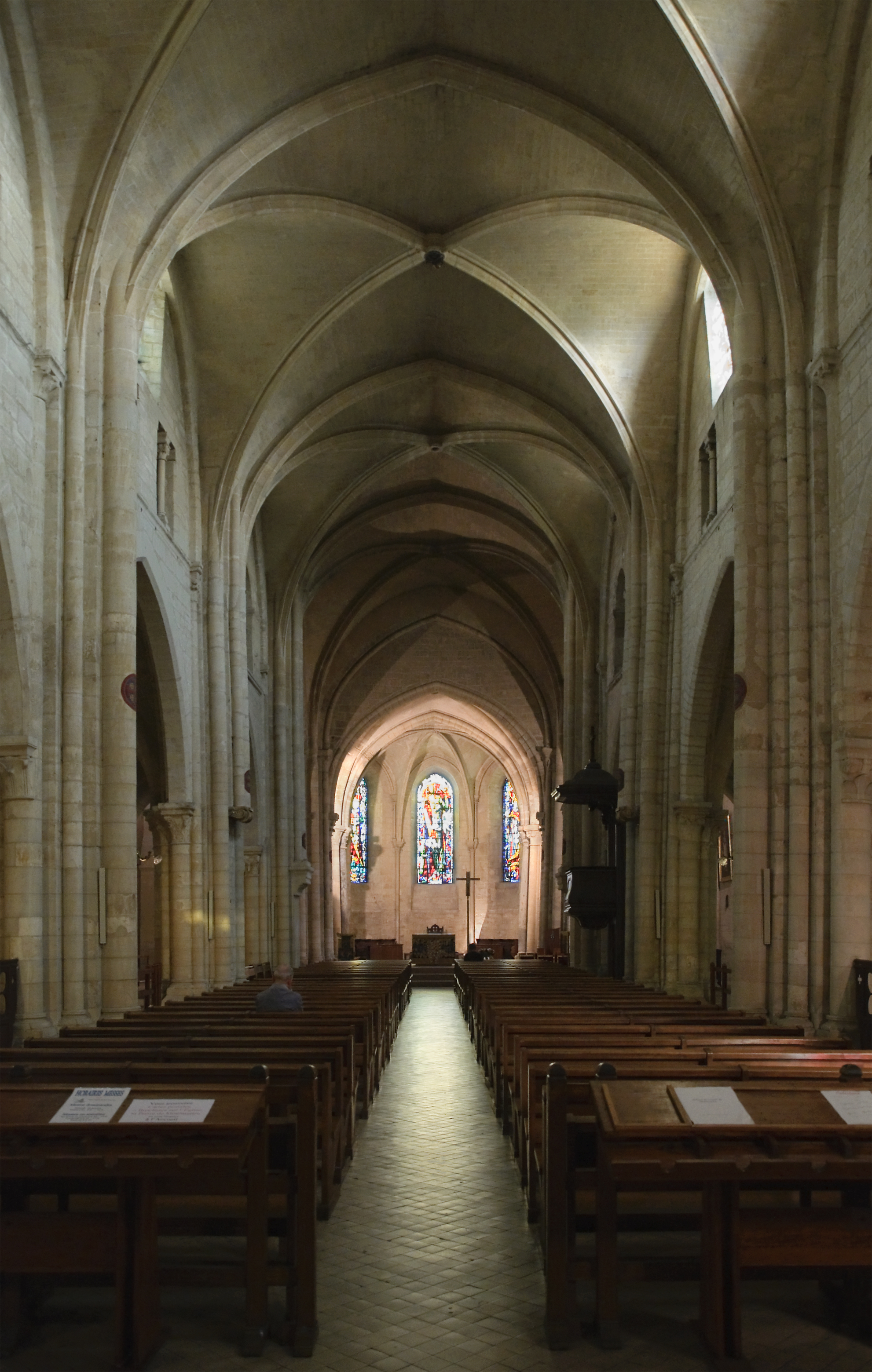
Wnętrze kościoła

## Historia
Według niektórych historyków kościół został wzniesiony przez św. Dionizego, jednak badania archeologiczne wykazały jedynie skromne pozostałości obiektu z tamtych czasów. Najstarszy znany nam z pewnością kościół pochodził z IX wieku i stanowił popularny przystanek dla pielgrzymów udających się do bazyliki Saint-Denis, pod opieką hrabiego Melun.  
W 1133 r. grunt i nieruchomość nabył dwór królewski i ufundował na jego terenie klasztor benedyktynów. Sfinansował również zasadniczą przebudowę kościoła, który został ponownie konsekrowany w 1147 przez papieża Eugeniusza III w obecności Bernarda z Clairvaux. Przy budowie nawy głównej wykorzystano wcześniejsze filary. 
Benedyktyni przenieśli się do nowego budynku, położonego poza wzgórzem, pod koniec XVII w., pozostawiając kościół bez gospodarza. Zrujnowany w czasie Wielkiej Rewolucji Francuskiej, obiekt został częściowo odbudowany w XIX wieku. 

## Architektura

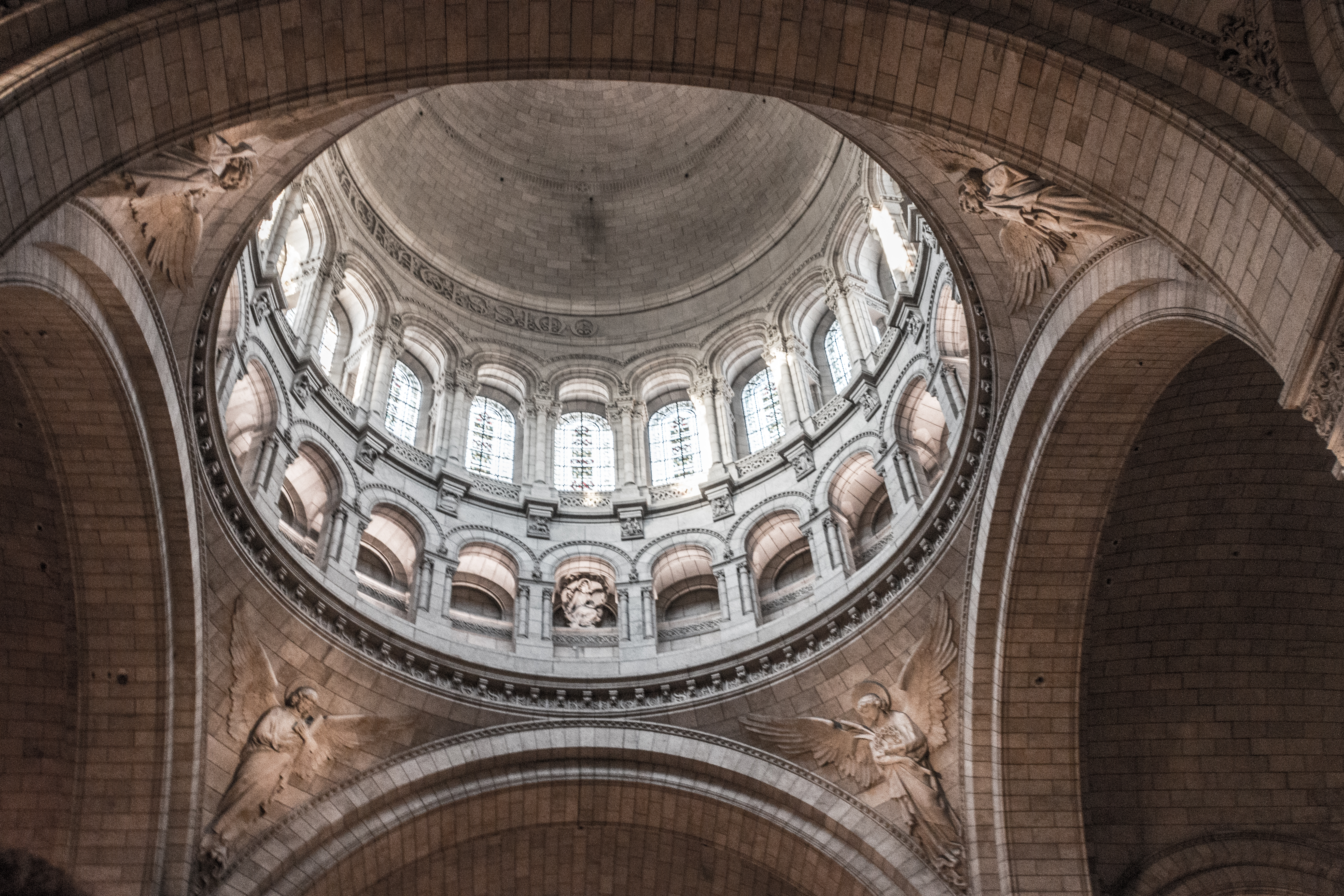
Saint Pierre de Montmartre

Kościół jest trójnawowy, o układzie bazylikowym – nawa środkowa wyższa od pozostałych dwóch. Prezbiterium wyraźnie wyodrębnione, opięte przyporami, wieża od strony północnej utrzymana w stylu neoromańskim. Kościół posiada dwie apsydy. W fasadzie znajduje się wykonany w 1975 r. portal w stylu naśladującym gotyk. 
Wnętrze ze sklepieniem krzyżowym, wsparte na filarach o rzymskim rodowodzie przeniesionych z wcześniejszego kościoła. We wnętrzu cztery ołtarze, z czego jeden o rodowodzie dwudziestowiecznym. Pozostałe elementy wyposażenia w wieku tym samym, co cała świątynia.